# Pájaros mojados
Pájaros Mojados es el tercer disco de estudio del cantautor Quique González, editado en el año 2002 por la discográfica Polydor. Es un disco más roquero que sus anteriores donde predominan las guitarras eléctricas junto con melodías de jazz y baladas.

## Lista de canciones
Incluye las siguientes canciones:
1. Pájaros mojados
2. La fiesta de la luna llena
3. Torres de Manhattan
4. Pequeño rock and roll
5. Miss camiseta mojada
6. Avenidas de tu corazón
7. Aunque tú no lo sepas
8. En el backstage
9. Por caminos estrechos
10. Superman
11. Avión en tierra
12. Reloj de plata

Todos los temas están compuestos por Quique González. El LP está producido por Carlos Raya.
- Datos: Q6093685